# Agria affinis
Agria affinis är en tvåvingeart som först beskrevs av Fallen 1817.  Agria affinis ingår i släktet Agria och familjen köttflugor.
Artens utbredningsområde är Sverige. Arten är reproducerande i Sverige. Inga underarter finns listade i Catalogue of Life.